# Пйотрув-Загосцинець
Пйотрув-Загосцинець (пол. Piotrów-Zagościniec) — село в Польщі, у гміні Лагув Келецького повіту Свентокшиського воєводства.